# София Альбертина Шведская
София Мария Ловиза Фредрика Альбертина Шведская (швед. Sofia Albertina av Sverige; 8 октября 1753, Хорфёрсамлинген, Стокгольм — 17 марта 1829[…], Хорфёрсамлинген, Стокгольм) — шведская принцесса Гольштейн-Готторпская, последняя настоятельница Кведлинбургского аббатства. Официально носила титул Королевской принцессы.

## Биография
Родилась в семье шведского короля Адольфа Фредрика и его жены Луизы Ульрики Прусской. По матери была внучкой короля Пруссии Фридриха Вильгельма I из династии Гогенцоллернов. Племянница Фридриха Великого.
Её брат, шведский король Густав III безуспешно пытался связать её брачными узами с герцогом Вилемом Ольденбурским или королём Речи Посполитой Станиславом Августом Понятовским.
София Альбертина была очень привязана к матери, особенно в то время, когда королева-вдова была удалена от шведского двора её собственным сыном, королём Густавом III после того как она публично обвинила его жену в прелюбодеянии. Софья Альбертина жила при дворе Луизы Ульрики Прусской и находилась под её строгим контролем до самой смерти матери в 1782 году.
В 14-летнем возрасте, благодаря королю Пруссии Фридриху Великому стала коадъютором монастыря в Кведлинбурге. В октябре 1787 года, после смерти своей тётки Амалии Прусской она стала аббатисой Кведлинбургского аббатства.
Бо́льшую часть времени с 1790 года, занимая должность настоятельницы, она проводила в Швеции. В 1803 году монастырь был секуляризирован и отошёл в пользу Прусского королевства (доходы и права, однако, были сохранены за аббатством).
София Альбертина была последней аббатисой Кведлинбургского аббатства.

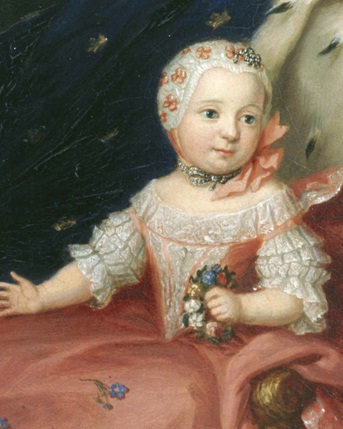
София Альбертина в детстве

В сентябре 1803 года София Альбертина вернулась в Швецию. Пользовалась уважением у новой шведской королевской династии Бернадоттов как к последней представительнице из Дома Васа при шведском дворе, была очень близка к новой королевской семье.
София Альбертина никогда не была замужем. Последние годы жизни она провела в уединении в построенном для неё дворце, где она жила с 1794 года. По её завещанию дворец достался кронпринцу (в то время принцу Оскару, будущему королю Оскару I).
Умерла в Стокгольме 17 марта 1829 года и была похоронена в церкви Риддархольмена, усыпальнице шведских монархов.
Была членом Академии Святого Луки. В 1788 году её именем была названа главная церковь г. Ландскруна — Церковь Софии Альбертины.